# Benoît Bonte
 (décembre 2018).
Benoît Bonte est un dessinateur de bande dessinée français, né en 1958 à Tourcoing. 

## Biographie
Il fait quelques années d'apprentissage chez Aredit-Artima au début des années 1980, tout en exerçant comme indépendant pour la publicité ou divers supports de presse et d'édition. Il publie plusieurs récits complets dans Circus (Glénat) sur des scénarios de Jean-Pierre Croquet. À partir de 1995, le tandem assure la reprise de la série série est Sherlock Holmes, d'abord aux éditions Lefrancq puis chez Soleil. Bonte est aussi maquettiste pour La Redoute. Il réalise des carnets de voyage et des aquarelles. 
Outre la bande dessinée, il joue de la musique avec un groupe rock, Bâton rouge, et a publié deux albums autour de la musique ; en 2004, un récit sur Jerry Lee Lewis dans la collection « BD Rock » des Éditions Nocturne. Habitué du festival Bulles en Nord, il y expose ses illustrations en 2004 à Lys-lez-Lannoy. En 2007, toujours pour Nocturne, cette fois dans la collection « BD Blues », il livre un album sur Howlin' Wolf. Il est également organisateur du salon de bandes dessinées de Lys-lez-Lannoy[réf. souhaitée].

## Œuvres
Bande dessinée
- Sherlock Holmes : L'étoile sanglante, scénario de Jean-Pierre Croquet, Lefrancq, tome 7 de la collection BDétectives (1997).
- Sherlock Holmes, scénario de Jean-Pierre Croquet, Soleil, 5 tomes parus

1. L’Étoile sanglante (2000)
2. La Folie du colonel Warburton (2000)
3. L’Ombre de Menephta (2000)
4. Le Secret de l’île d’Uffa  (2001)
5. Le Vampire du West End (2002)

- Jerry Lee Lewis, tome 2 de la collection BD Rock & Folk, Éditions Nocturne (2004), avec CD audio. Benoît Bonte signe à la fois scénario, dessin et couleurs.
- Howlin' Wolf, tome 9 de la collection BD Blues, Éditions Nocturne (2007), avec CD audio. Benoît Bonte signe à la fois scénario, dessin et couleurs.

Essai sur la bande dessinée
1. Sexties, Les files du terrain vague, collection mémoire Vive, PLG (septembre 2020)

Musique
- trois CD autoproduits au sein du groupe rock « Bâton Rouge »